# Andreas Biebricher

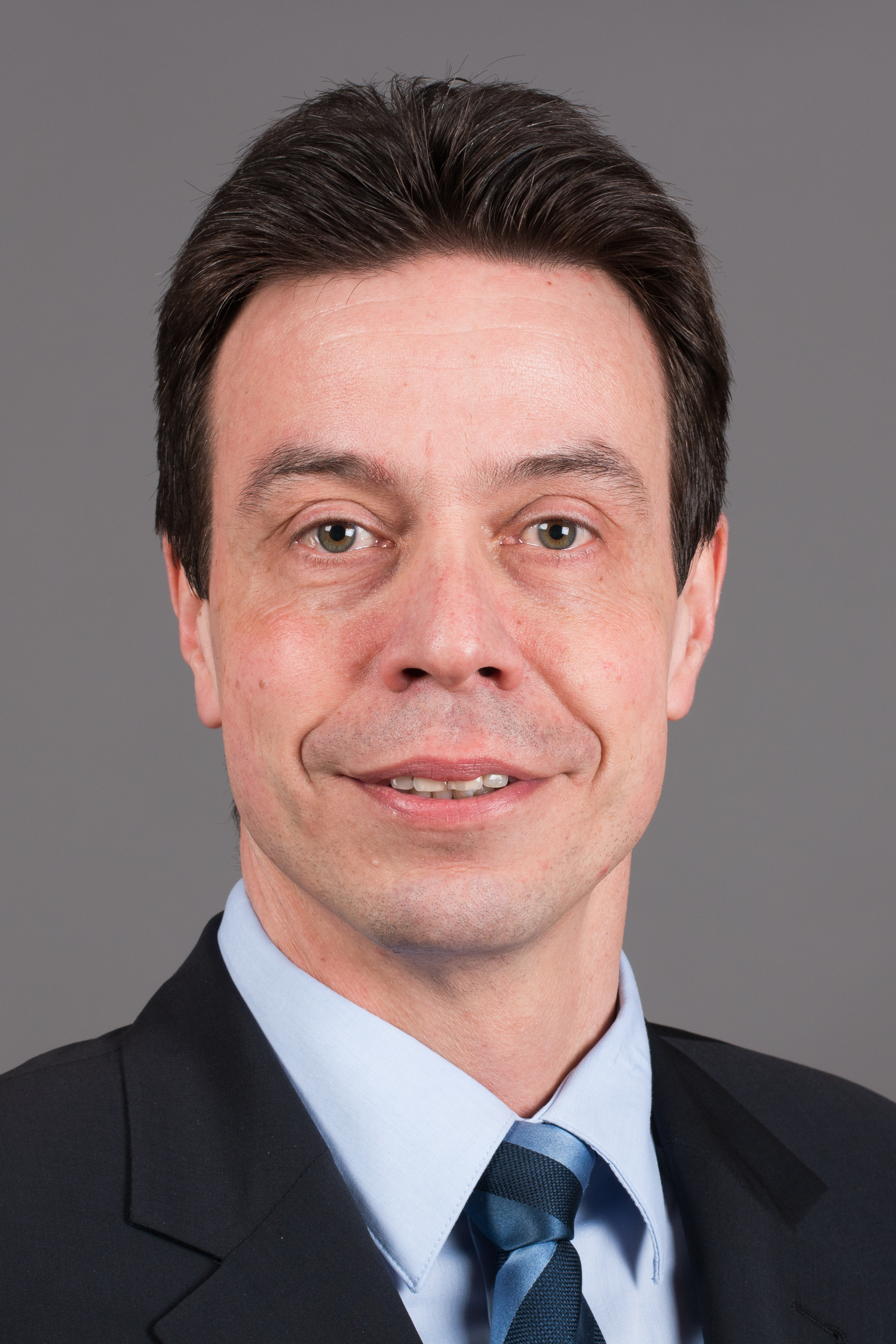
Andreas Biebricher, 2014

Andreas Biebricher (* 10. August 1968 in Koblenz) ist ein deutscher Politiker (CDU) und war von 2011 bis 2016 Mitglied des Landtages in Rheinland-Pfalz.

## Werdegang
Biebricher besuchte die Grundschule in Koblenz-Metternich und absolvierte am Eichendorff-Gymnasium das Abitur. Danach war er Zeitsoldat beim Fernmeldebataillon 310 in Koblenz. Ab 1990 studierte er mit dem Abschluss eines Magister Artium die Fächer Geschichte, Politikwissenschaft und Staatsrecht an der Universität Bonn. Von 1999 bis 2002 war er als selbständiger Berater tätig. Von 2002 bis 2011 arbeitete er als Wissenschaftlicher Mitarbeiter und Büroleiter des Bundestagsabgeordneten Michael Fuchs.

## Politik
Biebricher trat 1987 der CDU bei. Von 2008 bis 2014 war er stellvertretender Kreisvorsitzender der CDU Koblenz. Seit Januar 2014 ist er Kreisvorsitzender.
Im Jahr 1996 wurde er zum Ratsmitglied von Koblenz gewählt. Er übt derzeit die Funktion als stellvertretender Fraktionsvorsitzender aus. Von 1999 bis 2009 war er Ortsvorsteher von Koblenz-Rübenach.

## Abgeordneter
Bei der Landtagswahl 2011 in Rheinland-Pfalz wurde er im Wahlkreis 9 Koblenz direkt in den Landtag gewählt. Er war im 16. Landtag ordentliches Mitglied im Wissenschaftsausschuss, im Europaausschuss und der Enquete-Kommission 16/1 „Kommunale Finanzen“. Er war darüber hinaus Mitglied der Datenschutzkommission.
Im Oktober 2013 geriet Biebricher öffentlich in die Kritik, weil er in dem sozialen Netzwerk Facebook als Reaktion auf das Phantomtor Stefan Kießlings den Kommentar postete: „Ich war immer dafür, dass er eine Chance in der Nationalelf bekommt. Aber jetzt soll sich der charakterlose Typ beide Beine brechen“.
Bei der Landtagswahl 2016 verlor er das Direktmandat gegen David Langner. Er zog nicht mehr in den Landtag ein.

## Ehrenamtliche Tätigkeiten
Biebricher war 10 Jahre Jugendschöffe am Amtsgericht Koblenz und 5 Jahre ehrenamtlicher Richter am Oberverwaltungsgericht Rheinland-Pfalz. Er ist seit 2013 Stiftungsratsmitglied der Krebsgesellschaft Rheinland-Pfalz.
Seit 2013 ist er Vorsitzender des Vereins „Freunde und Förderer der Wehrtechnischen Studiensammlung Koblenz“.